# Alfabet persa antic
L'alfabet persa antic fou un alfabet utilitzat a l'antiga Pèrsia, va ser usat per l'idioma persa aquemènida, idioma oficial de l'Imperi aquemènida. Aquest alfabet era cuneïforme. L'idioma va anar ampliant son terreny conforme l'Imperi persa s'expandia, malgrat ser un sistema cuneïforme, era molt diferent a l'els alfabets sumeris i acadis.

## Història
L'alfabet persa antic fou el primer cuneïforme a ser desxifrat (entre els anys 1800 i 1845). En el passat es pensava que aquest era utilitzat (igual que l'idioma) només en inscripcions imperials o objectes metàl·lics, encara que era usat en tot el territori de l'Imperi aquemènida.
L'alfabet, igual que l'idioma, van ser usats durant tota la història de l'Imperi aquemènida, això fins a l'annexió per Macedònia, en aquests temps l'ús del persa va ser interromput per l'ús del grec com a idioma oficial del Regne de Macedònia i de l'Imperi Selèucida

## Lletres
A la taula que es mostra a sota es troben les lletres de l'alfabet.
| Lletra            | Lletra | Lletra corresponent en alfabet | Lletra corresponent en alfabet |
| ----------------- | ------ | ------------------------------ | ------------------------------ |
| Old Persian a     |        | A                              |                                |
| Old Persian i     |        | I                              |                                |
| Old Persian u     |        | U                              |                                |
| Old Persian ka    |        | Ka                             |                                |
| Old Persian ku    |        | Ku                             |                                |
| Old Persian xa    |        | Xa                             |                                |
| Old Persian tu    |        | Tu                             |                                |
| Old Persian θa    |        | Tha                            |                                |
| Old Persian ca    |        | Ca                             |                                |
| Old Persian da    |        | Da                             |                                |
| Old Persian di    |        | Di                             |                                |
| Old Persian du    |        | Du                             |                                |
| Old Persian mi    |        | Mi                             |                                |
| Old Persian mu    |        | Mu                             |                                |
| Old Persian ya    |        | Ya                             |                                |
| Old Persian ra    |        | Ra                             |                                |
| Old Persian ru    |        | Ru                             |                                |
| Old Persian la    |        | La                             |                                |
| Old Persian ga    |        | Ga                             |                                |
| Old Persian gu    |        | Gu                             |                                |
| Old Persian ja    |        | Ja                             |                                |
| Old Persian ji    |        | Ji                             |                                |
| Old Persian ta-ti |        | Ta                             |                                |
| Old Persian na    |        | Na                             |                                |
| Old Persian nu    |        | Nu                             |                                |
| Old Persian pa    |        | Pa                             |                                |
| Old Persian fa    |        | Fa                             |                                |
| Old Persian ba    |        | Ba                             |                                |
| Old Persian ma    |        | Ma                             |                                |
| Old Persian va    |        | Va                             |                                |
| Old Persian vi    |        | Vi                             |                                |
| Old Persian sa    |        | Sa                             |                                |
| Old Persian ša    |        | Sha                            |                                |
| Old Persian za    |        | Za                             |                                |
| Old Persian ha    |        | Ha                             |                                |
| Old Persian ça    |        | Ça                             |                                |
| Old Persian ri    |        | Ri                             |                                |